# Andrés Segovia Torres
Andrés Segovia Torres (Linares, Jaén, 21 de febrer de 1893 - Madrid, 2 de juny de 1987) va ser un guitarrista clàssic espanyol, considerat per molts el pare del moviment modern de la guitarra clàssica. Segovia va dir que "rescatava la guitarra de les mans de gitanos del flamenc" i va elaborar un repertori clàssic per donar-li un lloc en els auditoris de concerts.

## Biografia
Va començar a tocar la guitarra a l'edat de quatre anys. Quan el seu oncle li cantava cançons ell sovint tocava en una guitarra imaginària. D'adolescent Segovia va anar a Granada, on estudiava guitarra (alguns creuen que va estudiar amb Miquel Llobet) i respirava l'atmosfera del Palau de l'Alhambra que ell considerava com "el seu despertar espiritual".
El primer concert públic va ser als setze anys, i uns quants anys més tard oferia el seu primer concert professional a Madrid, on interpretà transcripcions per a guitarra de Francesc Tàrrega i algunes transcripcions d'obres de Johann Sebastian Bach, que ell havia arranjat. Sense el suport de la seva família, i menyspreat pels alumnes de Tárrega, ell continuà aprofundint en els seus estudis de la guitarra, desenvolupant una nova tècnica i cercant modificacions en l'instrument per dotar-lo d'una capacitat concertística similar a la d'altres instruments clàssics, com el violí o el piano.
Després de la gira amb què Segovia debutà als Estats Units, el 1928, el compositor brasiler Heitor Villa-Lobos componia els seus famosos Dotze estudis per a guitarra (Études Douze) i els hi dedicava. La relació entre el compositor i l'interpret es va mantenir en el temps i Villa-Lobos seguí escrivint peces per a ell. Segovia anava transcrivint obres clàssiques i recuperava la d'altres guitarristes com Tàrrega i va realitzar una gran tasca de divulgació per tot el món.
El 1935, estrenava la transcripció de la Chacona de Bach, una peça difícil per a qualsevol instrument. El 1936 es casa amb la pianista i compositora iguadalina Francesca Madriguera i Rodon. Es va traslladar a Montevideo (Uruguai) i durant els anys 30 i 40 va realitzar molts concerts per l'Amèrica del Sud. Després de la guerra, Segovia va fer enregistraments amb més freqüència i a realitzar gires regulars per Europa i els Estats Units, un ritme que mantindria durant els següents trenta anys de la seva vida. El 1943, en marxar a Nova York, acaba el seu matrimoni.
El 1954, Joaquín Rodrigo componia la Fantasía para un gentilhombre a instàncies de Segovia. El 1958 guanyà el Premi Grammy al millor intèrpret clàssic per al seu enregistrament Segovia Golden Jubilee. El 1986, rebria el Grammy Lifetime Achievement Award en reconeixement de tota la seva trajectòria com a intèrpret de la guitarra.
Durant la dècada dels 70 i 80 Andres Segovia continuà actuant i es traslladà a la Costa del Sol (Espanya). Va col·laborar en dues filmacions que deixen un testimoni visual del seu art, una amb 75 anys i l'altre, amb 84 anys, que estan disponibles en un DVD anomenat Andrés Segovia en Retrat. El 1981 el rei Joan Carles li concedia el títol de Marques de Salobreña en reconeixement de la seva enorme contribució cultural.
El 2 de juny de 1987 moria a Madrid (Espanya) d'un atac de cor a l'edat de 94 anys, havent aconseguit situar la guitarra com un veritable instrument de concert.

## Revolució tècnica de la guitarra
La tècnica de Segovia diferia de la de Tàrrega i els seus seguidors, com Emili Pujol. Com el gran guitarrista Miquel Llobet, Segovia feia sonar les cordes amb una combinació d'accions amb les seves ungles i amb les puntes del dits, produint un so més punyent que els dels seus contemporanis. Amb aquesta tècnica, era possible crear una gamma més ampla de timbres que utilitzant únicament les puntes del dit o les ungles.
Històricament, els guitarristes clàssics han debatut quines d'aquestes tècniques són les millors. Mentre que ara molts utilitzen una combinació d'ambdós sistemes, anteriorment es creia més convenient el so més dolç de la interpretació amb la polpa dels dits. Això conferia una suavitat al so però limitava la seva intensitat i per això abans de Segovia el concerts de guitarra es feien en sales petites i no en grans auditoris.
Molts músics prominents creien que la guitarra de Segovia no seria acceptada per la comunitat clàssica perquè en la seva ment, la guitarra no es podria utilitzar per tocar música clàssica. Tanmateix, la tècnica excel·lent de Segovia i el tacte únic impactaren en les seves audiències. Consegüentment, la guitarra ja no es veia com un instrument estrictament popular, i aconseguí el reconeixement que també era adequada per a interpretar música clàssica.
Mentre Segovia desenvolupava la seva carrera i a mesura que actuava en sales més grans, s'adonava que les guitarres existents no tenien una sonoritat prou potent per omplir l'espai dels grans auditoris. Això impulsava Segovia a mirar avenços tecnològics que milloressin l'amplificació natural de la guitarra.
Treballant juntament amb un luthier, Hermann Hauser Sr., van dissenyar el que ara es coneix com la guitarra clàssica, que presentava millores en la fusta i en les cordes de niló. La forma també es canviava per millorar-ne l'acústica. Aquesta guitarra nova podria produir notes més fortes que les guitarres existents, encara que ja existia un disseny similar desenvolupat per Antonio Torres Jurado gairebé cinquanta anys abans que nasqués Segovia.

## Alumnes
La voluntat d'elevar la guitarra al nivell d'altres instruments clàssics i la gran tasca de divulgació realitzada per Segovia afavorí un interès creixent per la guitarra en tot el món. Aquest amor per la guitarra passà a les generacions futures.
Segovia va tenir molt alumnes durant la seva carrera, incloent-hi alguns guitarristes com:
- Julian Bream,
- John Williams,
- Eliot Fisk,
- Charlie Byrd,
- Christopher Parkening,
- Michael Chapdelaine,
- Virginia Luque,
- Juan Parras del Moral,
- Giovanna Marini i, Alirio Diaz. Molts altres guitarristes, com Lily Afshar, també han estat influïts per les històriques classes magistrals de Segovia.